# Kaeng Sanam Nang (huyện)
Kaeng Sanam Nang (tiếng Thái: แก้งสนามนาง) là huyện (amphoe) cực bắc của tỉnh Nakhon Ratchasima, đông bắc Thái Lan.

## Lịch sử
Ngày 7 tháng 1 năm 1986, 4 tambon Kaeng Sanam Nang, Non Samran, Bueng Phalai và Si Suk đã được tách ra từ huyện Bua Yai và lập tiểu huyện (King Amphoe) Kaeng Sanam Nang. Chính phủ đã chính thức nâng thành huyện ngày 20 tháng 10 năm 1993.

## Địa lý
Các huyện giáp ranh (từ phía bắc theo chiều kim đồng hồ) là Mueang Chaiyaphum và Khon Sawan của Chaiyaphum Province, Waeng Noi của tỉnh Khon Kaen, Bua Yai và Ban Lueam của tỉnh Nakhon Ratchasima.

## Hành chính
Huyện này được chia thành 5 phó huyện (tambon). Không có khu vực đô thị (thesaban).
| 1. | Kaeng Sanam Nang | แก้งสนามนาง |  |
| 2. | Non Samran       | โนนสำราญ   |  |
| 3. | Bueng Phalai     | บึงพะไล     |  |
| 4. | Si Suk           | สีสุก        |  |
| 5. | Bueng Samrong    | บึงสำโรง    |  |